# 欧州物理学会
欧州物理学会（European Physical Society、EPS）は、物理学の支援活動のような方法を通して欧州の物理学と物理学者を促進することを目的とする非営利団体。1968年に正式に設立され、42の国の物理学会及び約3200人の個人会員が加盟している。ドイツ物理学会は世界最大の物理学者の組織であり、主要会員である。

## 会議
主な活動の1つは国際会議の開催である。
2011年のInternational Conference of Physics Studentsのように、Europhysics Conference以外の会議を後援している。

## 部門やグループ
その科学的活動は分野的な会議、セミナー、ワークショップを主催する部門やグループにより組織化されている。部門とグループは会員から選出された理事会により運営されている。現在の部門は以下の通り。
- 原子・分子・光物理学
- 凝縮体
- 環境物理学
- 重力物理学
- 高エネルギー・素粒子物理学
- 核物理学
- 生命科学における物理学
- プラズマ物理学
- 欧州太陽物理学
- 統計・非線形物理学

グループは以下の通り
- 加速器
- 計算物理学
- エネルギー
- 物理学史
- 開発のための物理学
- テクノロジー・イノベーション

## 賞
エジソン・ボルタ賞、EPS欧州物理学賞、EPS統計・非線形物理学賞、高エネルギー・素粒子物理学賞など多くの賞を授与している。
また、物理学の進歩に対して歴史的に重要な場所を認定しており、2014年にBlackett Laboratory（イギリス）、2015年にはResidencia de Estudiantes（スペイン）を認定している。

## 出版物
手紙形式のジャーナルにEPLがあり、他の出版物にはEurophysics NewsやEuropean Journal of Physicsがある。

## 会長

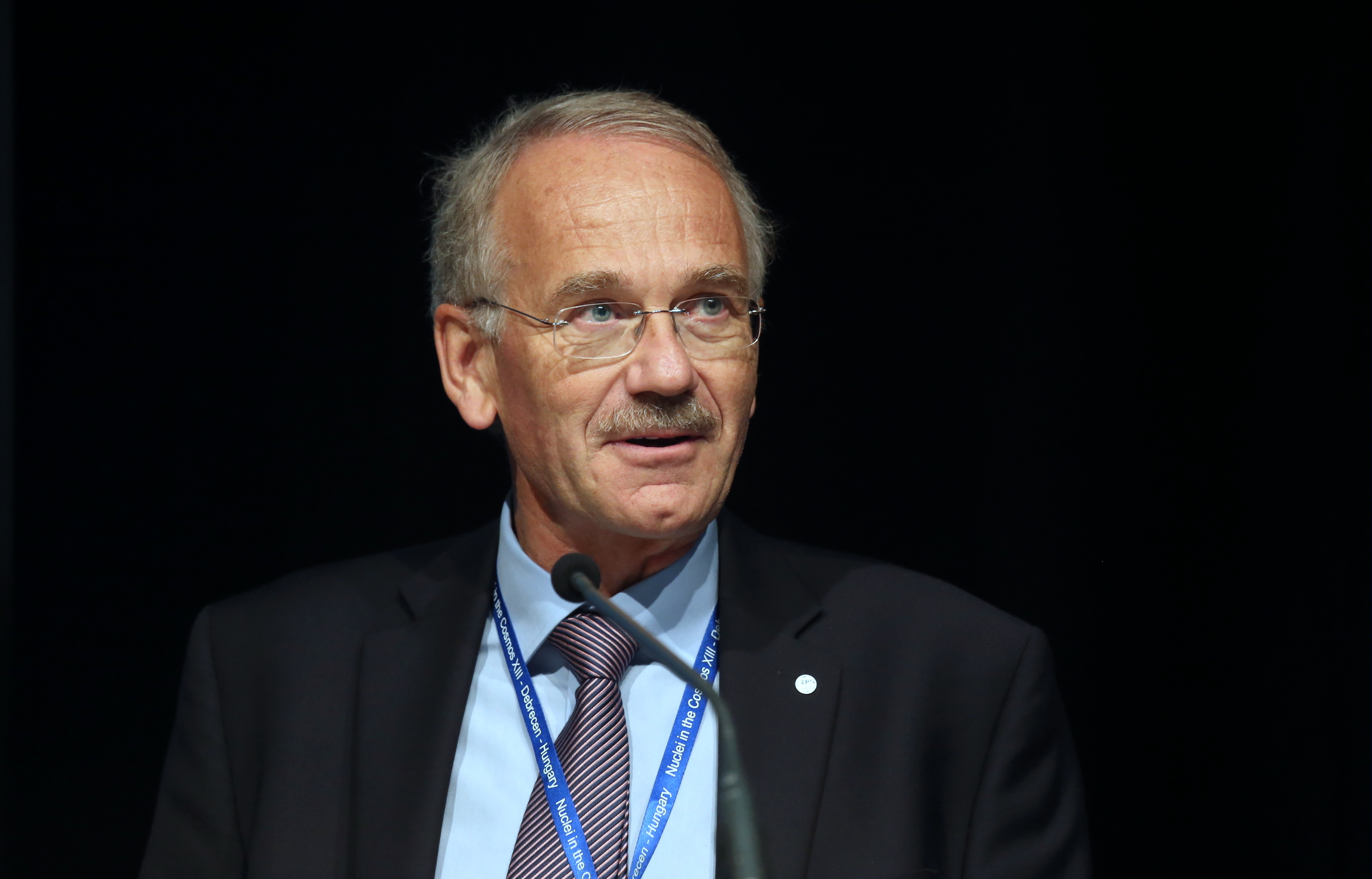
Rossel

- 2017–present: Rüdiger Voss (ドイツ)
- 2015–17: C. Rossel (Switzerland)
- 2013–15: John M. Dudley (France)
- 2011–13: L. Cifarelli (Italy)
- 2009–11: M. Kolwas (Poland)
- 2007–9: F. Wagner (Germany)
- 2005–7: O. Poulsen (Denmark)
- 2003–5: M.C.E. Huber (Switzerland)
- 2001–3: M. Ducloy (France)
- 1999–2001: Arnold Wolfendale (United Kingdom)
- 1997–99: Denis Weaire (Ireland)
- 1995–97: Herwig Schopper (Germany)
- 1993–95: N. Kroo (Hungary)
- 1991–93: M. Jacob (Switzerland)
- 1988–91: R.A. Ricci (Italy)
- 1986–88: W. Buckel (Germany)
- 1984–86: G.H. Stafford (United Kingdom)
- 1982–84: Jacques Friedel (France)
- 1980–82: A.R. Mackintosh (Denmark)
- 1978–80: Antonino Zichichi (Italy)
- 1976–78: I. Ursu (Romania)
- 1972–76: H.B.G. Casimir (The Netherlands)
- 1970–72: Erik Gustav Rydberg (Sweden)
- 1968–70: G. Bernardini (Italy)